# Sansevieria downsii
Sansevieria downsii är en sparrisväxtart som beskrevs av Chahin. Sansevieria downsii ingår i släktet bajonettliljor, och familjen sparrisväxter. Inga underarter finns listade i Catalogue of Life.

## Bildgalleri

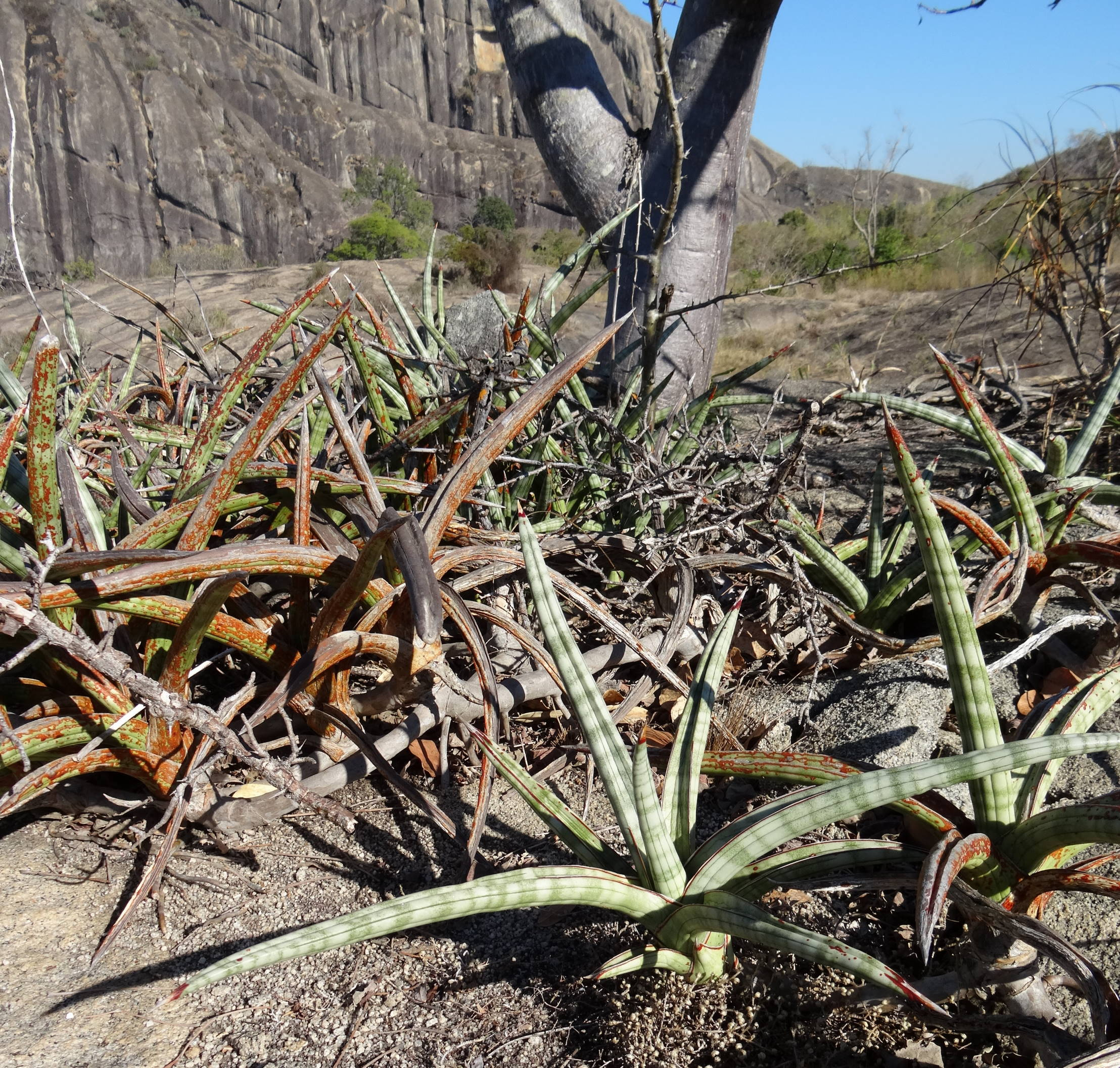
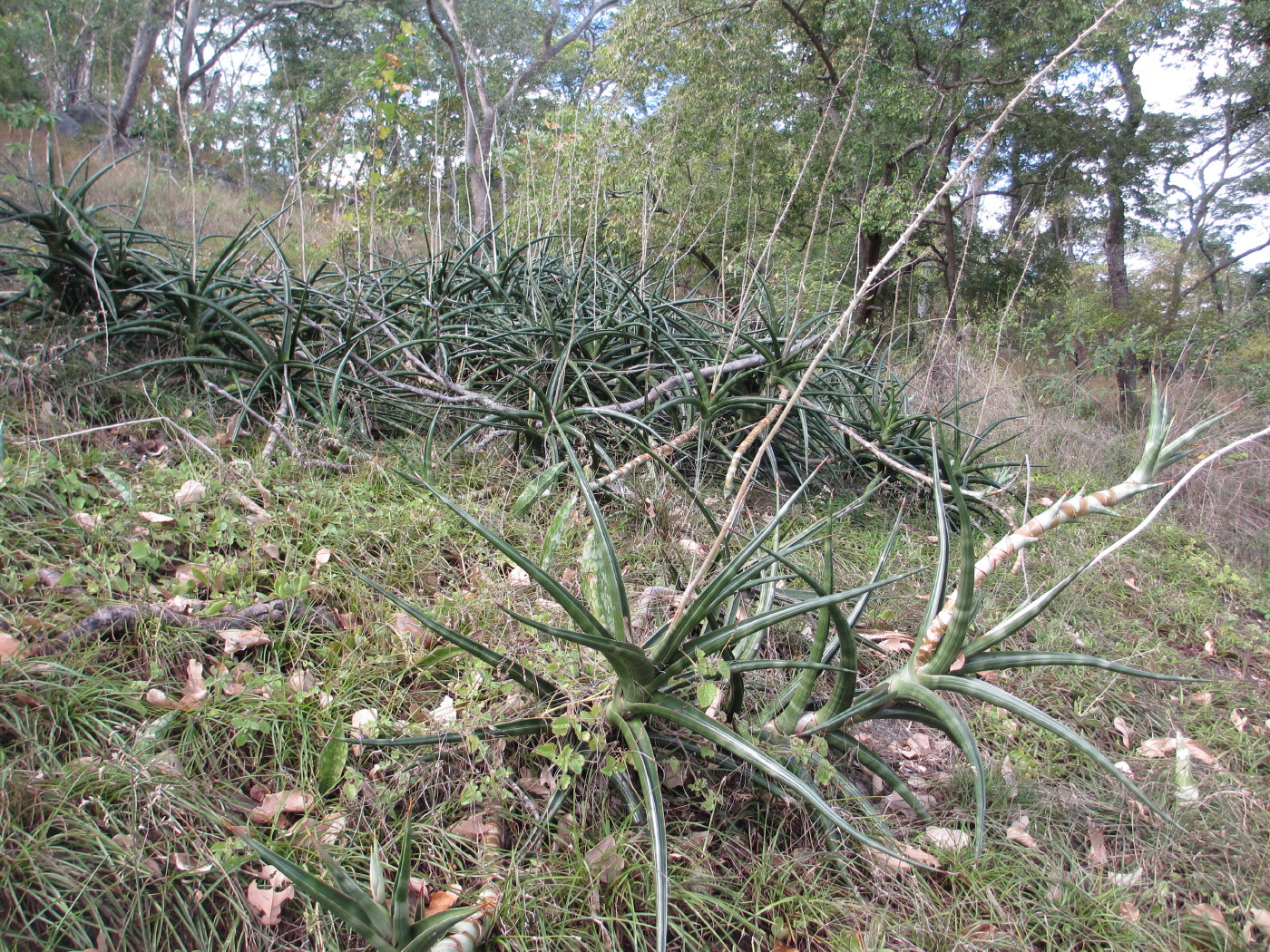
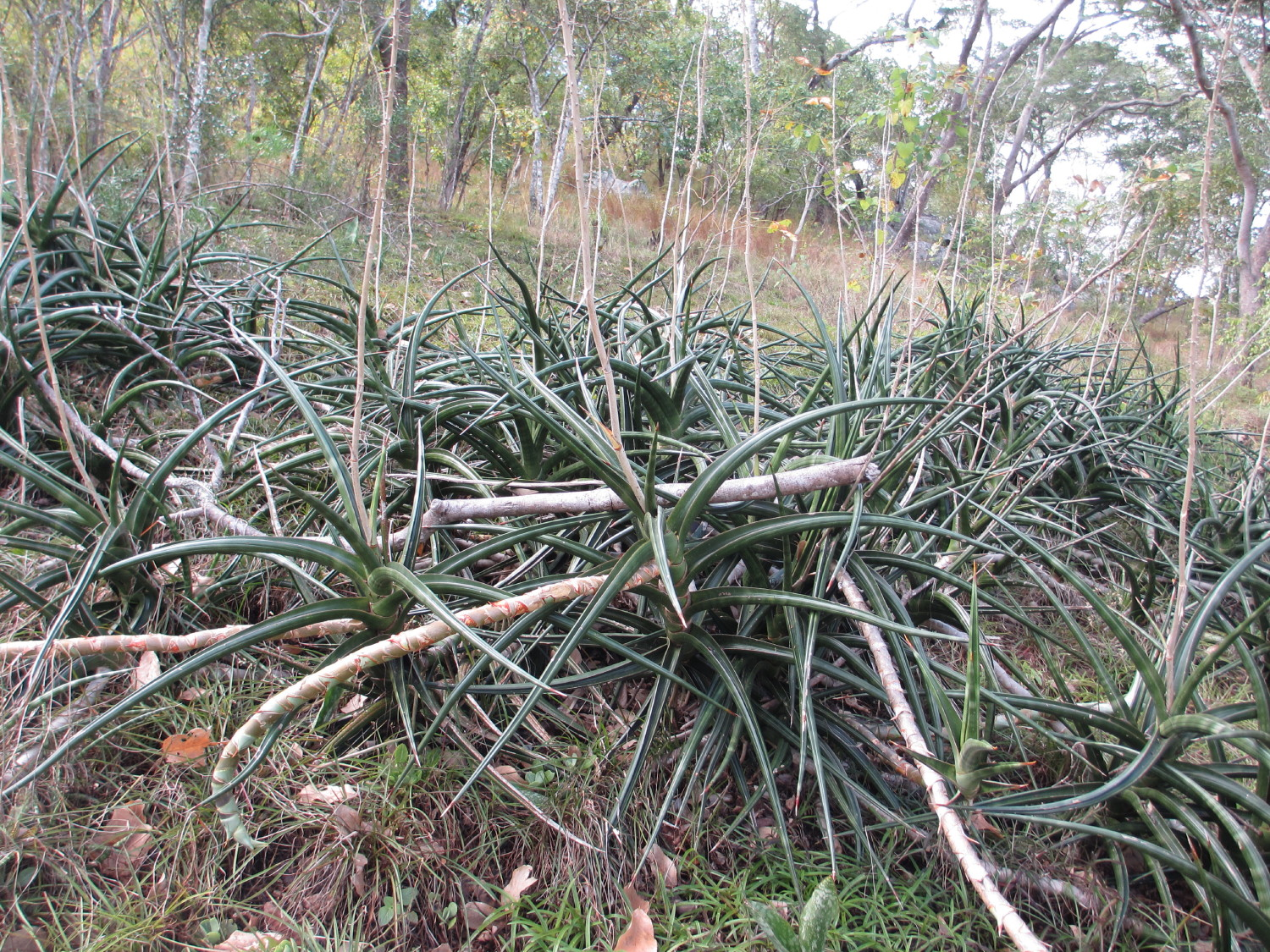